# 木々子神社
木々子神社（このこじんじゃ）は、埼玉県北葛飾郡杉戸町大字下高野1257に所在する神社である。

## 概要
この木々子神社の祭礼は7月20日、秋祭りは10月17日とされている。神社の創建年代の詳細は不明であるが、1741年（寛保3年）の文書によれば、その当時木々子神社は「木々子明神」と称され、今日では廃寺となっている東大寺（下高野に所在していた）が受け持っていた。境内には厳島・稲荷・三峰の諸社も祀られている。
境内施設として、本殿、拝殿、鳥居（2基所在、うち1基は東日本大震災の際に破損）、案内板、祠、小さな祠（2基）、倉庫、「十九夜供養墖」と彫られた石碑、「庚申塔　宮下講中」と彫られた石碑、「庚申塔　宮下株講中」と彫られた石碑、青面金剛像、「厳嶌大神」と彫られた石碑、「稲荷大明神」と彫られた石碑、「鳥居寄付金連名」と彫られた石碑、「奉納　桜三十二樹」と彫られた石碑、「淺間大神」と彫られた石碑、「小御嶽磐長姫命」と彫られた石碑、「木花咲夜姫命」と彫られた石碑、小山（浅間塚）、「奉献御役石貮箇所」と彫られた石碑、「寄付金連名」と彫られた石碑、公孫樹の木、桜の木、松の木、槇の木、ツバキ、サツキ、棕櫚、ススキ、リュウノヒゲなどである。